# Miyazawa Hiroshi
Miyazawa Hiroshi (jap. 宮澤 弘; * 22. September 1921 in Shibuya, Präfektur Tokio; † 26. Mai 2012) war ein japanischer Politiker der Liberaldemokratischen Partei (LDP), der unter anderem Gouverneur der Präfektur Hiroshima sowie Justizminister war.

## Leben
Miyazawa stammte aus einer einflussreichen Familie von Politikern: Bereits sein Vater Miyazawa Yutaka war Mitglied des Unterhauses (Shūgiin), während sein älterer Bruder Miyazawa Kiichi zwischen 1991 und 1993 Premierminister von Japan war. Auch sein Sohn Miyazawa Yōichi trat eine politische Laufbahn an und war sowohl Mitglied des Unterhauses als auch des Oberhauses (Sangiin) des japanischen Parlaments (Kokkai).
Er selbst absolvierte nach dem Besuch der Musashi-Oberschule ein Studium der Rechtswissenschaften an der rechtswissenschaftlichen Fakultät der Kaiserlichen Universität (engl. Law School), das er 1941 als gakushi (Bachelor) abschloss. Nach Beendigung des Studiums und der Ableistung des Militärdienstes in der Kaiserlich Japanischen Marine war er kurzzeitig in dem 1947 aufgelösten einflussreichen Ministerium für innere Angelegenheiten (Naimu-shō) tätig. 1959 wurde er Vizegouverneur der Präfektur Chiba unter Hitoshi Shibata, ehe er 1973 kurze Zeit beamteter Staatssekretär (engl. Vizeminister) im Ministerium für Selbstverwaltung (Jichi-shō) war.
Am 16. Dezember 1973 wurde er als Nachfolger von Izuo Nagano Gouverneur der Präfektur Hiroshima und setzte sich dabei während seiner bis zu seiner Ablösung durch Toranosuke Takeshita am 29. Oktober 1981 dauernden Amtszeit insbesondere für eine stärkere Stellung der Gouverneure ein.
Nach Beendigung dieser Tätigkeit wurde er am 30. November 1981 bei der Nachwahl für den verstorbenen Izuo Nagano im Präfekturwahlkreis Hiroshima ins Sangiin gewählt, bei den regulären Wahlen 1986 und 1992 wiedergewählt. Dort vertrat er die Präfektur bis zum 25. Juli 1998. In der LDP schloss er sich der Miyazawa-Faktion seines Bruders an.
Am 9. Oktober 1995 wurde Miyazawa im Rahmen einer Umbildung des Kabinetts von Premierminister Murayama Tomiichi als Nachfolger von Tomoharu Tazawa zum Justizminister Japans ernannt und behielt dieses Amt bis zum Ende von Murayamas Amtszeit am 11. Januar 1996.
Bei der Sangiin-Wahl 1998 verzichtete er auf eine erneute Kandidatur und zog sich anschließend aus der Politik zurück.